# Movistar Open 2001
Il Movistar Open 2001 è stato un torneo di tennis giocato sulla terra rossa.
È stata l'8ª edizione del Movistar Open, che fa parte della categoria International Series nell'ambito dell'ATP Tour 2001.
Si è giocato al Centro de Tenis Las Salinas di Viña del Mar in Cile,dal 12 al 19 febbraio 2001.

## Campioni

### Singolare
Guillermo Coria ha battuto in finale  Gastón Gaudio con il punteggio di 4–6, 6–2, 7–5

### Doppio
Lucas Arnold Ker /  Tomás Carbonell hanno battuto in finale  Mariano Hood /  Sebastián Prieto con il punteggio di 6–4, 2–6, 6–3